# Kimyogar Chirchiq
Kimyogar Chirchiq (uzb. «Kimyogar» Chirchiq futbol klubi, ros. Футбольный клуб «Кимёгар» Чирчик, Futbolnyj Kłub "Kimiogar" Czirczik) – uzbecki klub piłkarski, mający siedzibę w mieście Chirchiq na wschodzie kraju. Założony w roku 1953.
W latach 2000–2001 występował w Oʻzbekiston PFL.

## Historia
Chronologia nazw:
- 1953–1991: Ximik Chirchiq (ros. «Химик» Чирчик)
- 1992–...: Kimyogar Chirchiq (ros. «Кимёгар» Чирчик)

Piłkarska drużyna Ximik została założona w miejscowości Chirchiq w 1953 roku i reprezentowała miejscowy Kombinat Elektrochemiczny. W 1953 startował w rozgrywkach Pucharu ZSRR.
W 1962 zespół debiutował w Klasie B, strefie 2 republik radzieckich Mistrzostw ZSRR. W 1963 po reorganizacji systemu lig ZSRR klub spadł o klasę niżej do Klasy B, strefy 2 republik radzieckich. W 1970 po kolejnej reorganizacji systemu lig ZSRR klub został zdegradowany do Klasy B, strefy średnio-azjatyckiej. Chociaż zajął 10 miejsce w środku tabeli, ale w 1971 nie otrzymał promocji do gry w profesjonalnej Drugiej Lidze i potem kontynuował występy w rozgrywkach amatorskich. 
W 1992 przyjął nazwę Kimyogar Chirchiq i debiutował w Drugiej Lidze Uzbekistanu, w której zajął 2.miejsce w turnieju finałowym. W 1993 startował w drugich niepodległych rozrywkach o Puchar Uzbekistanu oraz w Pierwszej Lidze. W 1999 zajął drugie miejsce w lidze i zdobył awans do Wyższej Ligi Uzbekistanu. W 2001 zajął 16. miejsce i spadł do Pierwszej Ligi. W 2009 z powodu bankructwa zrezygnował z rozgrywek o mistrzostwo i Puchar Uzbekistanu.

## Sukcesy

### Trofea międzynarodowe
Nie uczestniczył w rozgrywkach azjatyckich (stan na 31-05-2015).

### Trofea krajowe
Uzbekistan
| \| \| Zdobyte trofea w rozgrywkach Uzbekistanu (stan na: 31-05-2015) \| |                                                                |      |                                                |
| Rozgrywki                                                               | Osiągnięcie                                                    | Razy | Sezon(y)                                       |
| Mistrzostwo                                                             | I miejsce                                                      | 0    |                                                |
| Mistrzostwo                                                             | II miejsce                                                     | 0    |                                                |
| Mistrzostwo                                                             | III miejsce                                                    | 0    |                                                |
| Mistrzostwo                                                             | 14. miejsce                                                    | 1    | 2000                                           |
| Puchar                                                                  | zdobywca                                                       | 0    |                                                |
| Puchar                                                                  | finalista                                                      | 0    |                                                |
| Puchar                                                                  | 1/16 finału                                                    | 7    | 1993, 1994, 1999/00, 2001/02, 2004, 2006, 2007 |
| II liga                                                                 | I miejsce                                                      | 0    |                                                |
| II liga                                                                 | II miejsce                                                     | 1    | 1999                                           |
| II liga                                                                 | III miejsce                                                    | 0    |                                                |
| Uzbekistan                                                              | Zdobyte trofea w rozgrywkach Uzbekistanu (stan na: 31-05-2015) |      |                                                |

ZSRR
| \| \| Zdobyte trofea w rozgrywkach Związku Radzieckiego (stan na: 31-12-1991) \| |                                                                         |      |                 |
| Rozgrywki                                                                        | Osiągnięcie                                                             | Razy | Sezon(y)        |
| Mistrzostwo                                                                      | I miejsce                                                               | 0    |                 |
| Mistrzostwo                                                                      | II miejsce                                                              | 0    |                 |
| Mistrzostwo                                                                      | III miejsce                                                             | 0    |                 |
| Puchar                                                                           | zdobywca                                                                | 0    |                 |
| Puchar                                                                           | finalista                                                               | 0    |                 |
| Puchar                                                                           | 1/64 finału                                                             | 2    | 1953, 1965/1966 |
| II liga                                                                          | I miejsce                                                               | 0    |                 |
| II liga                                                                          | II miejsce                                                              | 0    |                 |
| II liga                                                                          | III miejsce                                                             | 0    |                 |
| II liga                                                                          | 14. miejsce                                                             | 1    | 1962            |
|                                                                                  | Zdobyte trofea w rozgrywkach Związku Radzieckiego (stan na: 31-12-1991) |      |                 |

- Wtoraja liga ZSRR:
  - 6. miejsce w grupie: 1966
- Mistrzostwo Uzbeckiej SRR:
  - mistrz: 1958
- Puchar Uzbeckiej SRR:
  - zdobywca: 1953, 1957, 1959

## Stadion
Klub rozgrywa swoje mecze domowe na stadionie Chirchiq w Chirchiqu, który może pomieścić 6,000 widzów.

## Piłkarze
Znani piłkarze:
- Yaroslav Krushelnitskiy
- Yannis Mandzukas
- Ilya Telegin

## Trenerzy
...
- 1962:  Aszot Grigorianc

...
- 1999:  Aleksandr Ivankov

...
- 2005:  Vyacheslav Tigay

...